# Grapevine (Teksas)
Grapevine – miasto w Stanach Zjednoczonych, w stanie Teksas, w hrabstwie Tarrant. Niewielka część miasta rozciąga się na hrabstwa Dallas i Denton. Według spisu w 2020 roku liczy 50,6 tys. mieszkańców. Jest przedmieściem aglomeracji Dallas i obejmuje większą część międzynarodowego lotniska Dallas-Fort Worth. Sąsiaduje z Jeziorem Grapevine.

## Zbrodnia 24.12.2011
24 grudnia 2011 r. napastnik przebrany za św. Mikołaja zastrzelił sześć osób, po czym popełnił samobójstwo. Policja odnalazła ciała następnego dnia. W pobliżu zwłok znajdowały się 2 pistolety.